# Gewone vachtegel
De gewone vachtegel (Zaglossus bruijni) is een Nieuw-Guinese mierenegel, een van de drie nog levende soorten uit het geslacht der vachtegels (Zaglossus). Vachtegels zijn eierleggende zoogdieren.

## Beschrijving
De gewone vachtegel wordt 45 tot 77 centimeter lang en 5 tot 10 kilogram zwaar, groter dan de mierenegel. Op de rug staan korte stekels, die meestal verborgen in de dichte vacht liggen, behalve op de flanken. De vachtkleur is over het algemeen zwart, maar ook donkerbruine en lichtbruine dieren zijn bekend. De stekels zijn zwart, wit of zwart met een witte punt. De zwartharige vachtegel heeft over het algemeen meer stekels en een dikkere, zwarte vacht. De snuit is lang en naar beneden gericht. Deze kan wel twee keer zo lang als de rest van de kop zijn. De oorschelpen zijn vrij klein. Aan de poten heeft de gewone vachtegel drie (soms vier) grote klauwen.
De verwante zwartharige vachtegel (Zaglossus bartoni) werd vroeger als een ondersoort van de gewone vachtegel beschouwd. De vachtegel behoort tot de grootste inheemse diersoorten van Nieuw-Guinea. 
De Nederlandse handelaar, verzamelaar en natuuronderzoeker Antonie Augustus Bruijn was de eerste Europeaan die het dier onder de aandacht van de westerse wetenschap bracht.

## Leefgebied
De gewone vachtegel leeft in vochtige wouden in Nieuw-Guinea, Salawati en mogelijk ook op Waigeo. Ze kunnen in het Arfakgebergte op een hoogte van tot 2250 meter gevonden, in bergwouden en boven de boomgrens in bergweiden. Op Salawati bewonen ze laaglandbossen. Op Nieuw-Guinea komt hij voornamelijk voor in West-Papoea, ten westen van het Paniai-meer en westwaarts tot Vogelkop. Op de rest van het eiland wordt hij vervangen door de zwartharige vachtegel.

## Leefwijze en gedrag
De vachtegel is een nachtdier. Overdag rust hij in een ondergronds hol, 's nachts gaat hij eropuit, op zoek naar ongewervelden. De belangrijkste prooi zijn regenwormen, aangevuld met duizendpoten, keverlarven, rupsen en ondergronds levende cicaden. Met de lange snuit zoekt hij tussen afgevallen bladeren naar de wormen, waarna hij ze naar binnen zuigt. De tong is zo gebouwd, dat hij de wormen kan vastgrijpen zonder dat deze wegglippen.
Net als de andere cloacadieren legt ook de vachtegel eieren. De voortplantingstijd valt in juli. Een vrouwtje legt één of meer eieren met een lengte van zo'n 17 millimeter in de buidel. Na acht dagen komt het ei uit. Het jong voedt zich in de buidel met de melk, die druppelt uit de melkkliervelden in de buidel. Het jong verlaat na tien dagen de buidel, waarna het in het hol blijft. De moeder komt regelmatig langs om het jong in het hol te zogen.

## Bedreigingen
De gewone vachtegel is met uitsterven bedreigd. Hij is voor de plaatselijke bevolking een belangrijke voedselbron. Er worden zelfs honden getraind om speciaal deze dieren op te sporen en te vangen. Ook wordt het regenwoud waar hij in leeft gekapt om plaats te maken voor landbouwgrond.